# خواكيم بيرسون
خواكيم بيرسون (بالدنماركية: Joachim Persson)‏ هو لاعب كرة الريشة دنماركي وألماني، ولد في 23 مايو 1983 في سلاغيلس ‏ في الدنمارك.

## وصلات خارجية
- خواكيم بيرسون على موقع BWF.tournamentsoftware.com (الإنجليزية)
- خواكيم بيرسون على موقع BWFbadminton.com (الإنجليزية)